# غریبلر
سیوبیرُن 
(به تالشی: Siyobıron) یا غریبلر (به لاتین: Qəriblər) یک روستا در جمهوری آذربایجان است که در شهرستان ماسال‌لی واقع شده‌است. غریبلر ۱٬۵۳۸ نفر جمعیت دارد.

## ریشه واژه
سیو در زبان تالشی همان سیاه در زبان فارسی است و بیر به‌معنی خاریا تیغ و اُن پسوند مکان است و سیوبیرُن یعنی جایی که خارهای سیاه‌رنگ دارد.

## دین
در مسجد جامع این روستا یک هیئت مذهبی وجود دارد.